# Реј Томлинсон
Рејмонд Семјуел Томлинсон (Амстердам, 23. април 1941 — Линколн, 5. марта 2016) био је амерички информатичар и програмер који је имплементирао први програм за електронску пошту на АРПАНЕТ (енгл. ARPANET) систему 1971. године. То је био први систем који је могао да шаље пошту између корисникa на различитим рачунарима повезаним на АРПАНЕТ (енгл. ARPANET). Он је такође заслужан за проналазак TCP тросмерног руковања који је у основи HTTP и многих других кључних Интернет протокола.

## Биографија
Томлинсон је рођен у Амстердаму, Њујорк, али се његова породица убрзо преселила у мало село Вејл Милс, Броадаблин, Њујорк. Његов отац, Рејмонд Томлинсон, је радио у фабрици тепиха, а касинје у трговини прехрамбеним производима. Његова мајка, Дороти Томлинсон, радила је у хемијској чистионици. Похађао је Централну школу у Броадаблину, Њујорк. Касније је похађао Ренслерски политехнички институт (РПИ) у Троји, Њујорк, где је учествовао у програму сарадње са ИБМ-ом (енгл. IBM). Електротехнику је дипломирао на РПИ-у 1963. године.
Након што је дипломирао на РПИ-у уписао је Масачусетски технолошки институт (МИТ) да би наставио своје образовање из електротехнике. Томлинсон је на МИТ-у радио у Групи за говорну комуникацију и развио је аналогно-дигитални хибридни синтисајзер говора као предмет своје тезе за магистарски рад из електотрехнике, коју је дипломирао 1965. године.
Реј Томлинсон је преминуо у свом дому, у Линколну, Масачусетс, 5. марта 2016. године од срчаног удара.

## Каријера
Године 1967. придружио се технолошкој компанији Болт, Беранек и Њуман (енгл. Bolt Beranek and Newman Inc.), где је помогао у развоју ТЕНЕКС (енгл. TENEX) оперативног система укључујући АРПАНЕТ (енгл. ARPANET) протокол за контролу мреже (NCP), имплементације Телнет-а и имплементације програма Creeper and Reaper (компјутерски црв и антивирус).

Томлинсон је 1971. године осмислио екперименталан програм за слање датотека међу рачунарима преко  АРПАНЕТ-а (енгл. ARPANET) под називом CPYNET. Искористио је већ постојећи програм SNDMSG, која представља рану електронску пошту за вишекорисничке рачунаре са дељеним временом под оперативним системом ТЕНЕКС (енгл. TENEX), и додао му програм CPYNET како би поруке могле да се шаљу међу различитим рачунарима преко мреже. Ради дизајнирања адресе, узео је @ (ет знак) којим је повезао име сваког корисника са индетификатором машине.

## Награде и признања
- Године 2000. награду Џорџа Стибица компјутерски пионир од Америчког компјутерског музеја.
- Године 2001. добио је Веби награду (енгл. Webby Award) од Међунардне академије дигиталних уметности и наука за животно дело.
- Године 2002. часопис Discovery доделио му је Награду за иновацију.
- Године 2004. добио је  IEEE Internet Award заједно са Дејвом Крокером.
- Године 2009, заједно за Мартином Купером, добио је награду Принца од Аустрије за научна и техничка истраживања.
- Године 2011. на листи МИТ150 био је на 4. месту од 150 најбољих иноватора и идеја са МИТ-а.
- Године 2012. Томлинсон је уведен у Кућу славних Интернета од стране Интернет друштва.
- Од 2022. године, 23. априла обележава се Дан е-поште (енгл. Email Day), као годишњи национални празник у част Реја Томлинсона и његовог стварања е-поште.